# Ladra di cuori
Ladra di cuori (Heartbeat) è un film statunitense del 1946 diretto da Sam Wood.